# Kinh tế Brasil
Brasil có nền kinh tế hỗn hợp đang phát triển, năm 2021 quốc gia này là nền kinh tế lớn thứ mười hai trên thế giới tính theo tổng sản phẩm quốc nội danh nghĩa (GDP) và lớn thứ tám tính theo sức mua tương đương. Theo ước tính của Quỹ Tiền tệ Quốc tế (IMF), GDP danh nghĩa năm 2020 của Brazil là 7,348 nghìn tỷ Real tương đương với 1,363 nghìn tỷ đô la Mỹ. Brasil là quốc gia xếp thứ 83 trên thế giới về GDP bình quân đầu người khi đạt mức thu nhập 6.450 đô la Mỹ cho mỗi người dân. Brasil là một quốc gia giàu tài nguyên thiên nhiên.
Tính đến cuối năm 2010, Brasil là nền kinh tế lớn nhất ở khu vực Mỹ Latinh và lớn thứ hai ở châu Mỹ. Từ năm 2000 đến năm 2012, Brasil là một trong những nền kinh tế lớn phát triển nhanh nhất trên thế giới với tốc độ tăng trưởng GDP bình quân hàng năm trên 5%. GDP của nước này từng vượt qua cả Vương quốc Anh vào năm 2012 giúp Brasil trở thành nền kinh tế lớn thứ sáu thế giới vào thời điểm đó. Tuy nhiên, tăng trưởng kinh tế của Brasil đã giảm tốc vào năm 2013 khiến nước này bước vào giai đoạn suy thoái vào năm 2014. Nền kinh tế bắt đầu phục hồi vào năm 2017 với mức tăng trưởng 1% trong quý đầu tiên và 0,3% trong quý thứ hai so với cùng kỳ năm trước giúp nước này chính thức thoát khỏi thời kỳ suy thoái. Brasil hiện vẫn là quốc gia đang mắc kẹt trong "bẫy thu nhập trung bình" đồng thời phải đối mặt với tỷ lệ thất nghiệp cao.
Theo Diễn đàn Kinh tế Thế giới, Brasil là quốc gia dẫn đầu về sự phát triển năng lực cạnh tranh trong năm 2009 khi tăng tới tám bậc trên bảng xếp hạng giúp nước này lần đầu tiên vượt qua Nga và thu hẹp một phần khoảng cách cạnh tranh với Ấn Độ và Trung Quốc là các nền kinh tế thuộc BRIC. Các bước quan trọng được thực hiện kể từ những năm 1990 nhằm hướng tới mục tiêu bền vững tài khóa cũng như các biện pháp được thực hiện để tự do hóa và mở cửa nền kinh tế đã thúc đẩy đáng kể các yếu tố cơ bản về năng lực cạnh tranh của đất nước, đồng thời đã mang lại một môi trường tốt hơn cho sự phát triển của khu vực tư nhân. Năm 2020, Forbes xếp hạng Brasil là quốc gia có số lượng tỷ phú nhiều thứ 7 trên thế giới. Brasil là thành viên của rất nhiều tổ chức kinh tế như Mercosur, Unasul, G8 + 5, G20, WTO, Câu lạc bộ Paris và Nhóm Cairns.
Từ một quốc gia thuộc địa chỉ tập trung vào lĩnh vực sản xuất các mặt hàng nông nghiệp (đường, vàng và bông), Brasil đã tạo ra một cơ sở công nghiệp đa dạng trong thế kỷ 20. Ngành công nghiệp thép là một ví dụ điển hình cho điều đó, Brasil là nhà sản xuất thép lớn thứ 9 và là nhà xuất khẩu ròng thép lớn thứ 5 vào năm 2018. Gerdau là nhà sản xuất thép dài lớn nhất ở châu Mỹ khi sở hữu tới 337 đơn vị hoạt động trong lĩnh vực công nghiệp và thương mại cùng với số lượng nhân viên lên đến hơn 45.000 người trên 14 quốc gia.
Bất bình đẳng thu nhập là một đặc trưng cho sự phát triển kinh tế Brasil, đây là khía cạnh thường xuyên được đề cập ở nước ngoài. Theo dữ liệu từ Viện Địa lý và Thống kê Brasil, tình trạng nghèo cùng cực đã tăng 11% vào năm 2017, trong khi bất bình đẳng cũng đang tăng trở lại (chỉ số Gini tăng từ 0,555 lên 0,567). Theo các nhà kinh tế, tình trạng số lượng công việc trong các ngành kinh tế phi chính thức gia tăng chính là nguyên nhân hàng đầu gây ra vấn đề này.

## Lịch sử
Khi các nhà thám hiểm người Bồ Đào Nha đặt chân đến vùng đất này vào thế kỷ 16, các bộ lạc bản địa của Brazil ngày nay  có dân số vào thời điểm đó ước tính đạt khoảng 2,5 triệu người và hầu như không có sự thay đổi kể từ thời kỳ đồ đá. Từ khi Brasil trở thành thuộc địa của Bồ Đào Nha (1500–1822) cho đến cuối những năm 1930, nền kinh tế Brasil dựa nhiều vào việc sản xuất các sản phẩm nông nghiệp để xuất khẩu. Dưới sự cai trị của Đế quốc Bồ Đào Nha, Brasil là một trong những thuộc địa nằm trong chính sách trọng thương đế quốc với ba sản phẩm chính được sản xuất với quy mô kinh tế lớn - đường, vàng và cà phê từ đầu thế kỷ 19 trở đi. Nền kinh tế Brasil phụ thuộc nhiều vào nguồn lao động đến từ những người nô lệ châu Phi và chỉ kết thúc vào cuối thế kỷ 19 (tổng cộng đã có khoảng 3 triệu nô lệ châu Phi bị đưa đến Brasil trong khoảng thời gian này). Cùng thời điểm đó, Brasil cũng là thuộc địa có số lượng người nhập cư từ châu Âu lớn nhất, đa số là người Bồ Đào Nha (bao gồm cả người Azores và người Madeira), ngoài ra còn có một số lượng nhỏ người Hà Lan (xem Brasil thuộc Hà Lan), người Tây Ban Nha, Anh, Pháp, Đức, Flemish, Đan Mạch, Scotland và Người Do Thái Sephardi.
Sau đó, Brazil trải qua một thời kỳ tăng trưởng kinh tế và nhân khẩu học mạnh mẽ cùng với dòng người sự nhập cư ồ ạt từ châu Âu, chủ yếu từ Bồ Đào Nha (bao gồm cả Azores và Madeira), Ý, Tây Ban Nha, Đức, Ba Lan, Ukraine, Thụy Sĩ, Áo và Nga. Một số lượng nhỏ người nhập cư cũng đến từ Hà Lan, Pháp, Phần Lan, Iceland và các nước Scandinavia, Lithuania, Bỉ, Bulgaria, Hungary, Hy Lạp, Latvia, Anh, Ireland, Scotland, Croatia, Cộng hòa Séc, Malta, Bắc Macedonia và Luxembourg, Trung Đông (chủ yếu từ Lebanon, Syria và Armenia), Nhật Bản, Hoa Kỳ và Nam Phi, cho đến những năm 1930. Ở Tân Thế giới, Hoa Kỳ, Argentina, Brazil, Canada, Australia, Uruguay, New Zealand, Chile, Mexico, Cuba, Venezuela, Paraguay, Puerto Rico và Peru (theo thứ tự giảm dần) là những quốc gia đón nhận số lượng những người nhập cư nhất nhiều nhất. Riêng Brasil theo thống kê cho thấy đã có tổng cộng 4,5 triệu người đã di cư đến đất nước này trong giai đoạn từ năm 1882 đến năm 1934.
Trên thực tế, việc dòng người nhập cư trên khắp thế giới ồ ạt kéo đến Brasil trong thế kỷ 19 đã có những tác động tích cực cho sự phát triển về vốn con người của đất nước. Những người nhập cư thường có trình độ đào tạo cả về mặt chính quy và phi chính quy tốt hơn so với những người bản địa ở đây, họ đồng thời cũng là những người có tinh thần kinh doanh hơn. Sự xuất hiện của họ đem lại nhiều lợi ích cho vùng đất này không chỉ dừng lại ở kỹ năng và kiến thức mà còn ở hiệu ứng lan tỏa của vốn nhân lực đến với những người dân bản địa. Hiệu ứng lan tỏa này diễn ra mạnh mẽ nhất ở các vùng có số lượng người nhập cư cao, các tác động tích cực này vẫn còn có thể quan sát được cho đến ngày nay ở một số vùng.
Năm 2007, với dân số hơn 209 triệu người và nguồn tài nguyên thiên nhiên phong phú, Brasil đã trở thành một trong mười thị trường lớn nhất thế giới, sản lượng thép hàng năm đạt tới hàng chục triệu tấn, trong khi sản lượng xi măng là 26 triệu tán, 3,5 triệu máy truyền hình và 3 triệu tủ lạnh. Ngoài ra, khoảng 70 triệu mét khối dầu mỏ đã được chế biến hàng năm thành nhiên liệu, chất bôi trơn, khí propan và hàng trăm loại hóa dầu khác.
Brazil có ít nhất 161.500 km đường bộ, hơn 150 gigawatt công suất điện được lắp đặt và GDP bình quân đầu người thực tế của nước này đã vượt 9.800 đô la Mỹ vào năm 2017. Khu vực công nghiệp của nó chiếm ba phần năm sản lượng công nghiệp của nền kinh tế các nước khu vực Mỹ Latinh. Sự phát triển về mặt khoa học và công nghệ của đất nước được cho là yếu tố giúp quốc gia này thu hút được nguồn vốn đầu tư trực tiếp nước ngoài khi trung bình 30 tỷ đô la Mỹ mỗi năm đã được đổ vào Brasil trong những năm gần đây. Lĩnh vực nông nghiệp, được người dân địa phương gọi là agronegócio (kinh doanh nông nghiệp), cũng rất năng động: trong hai thập kỷ, lĩnh vực này đã giúp Brasil giữ được vị thế là một trong số các quốc gia có năng suất cao nhất trong các lĩnh vực liên quan đến khu vực nông thôn. Lĩnh vực nông nghiệp và lĩnh vực khai khoáng cũng giúp hỗ trợ tăng thặng dư thương mại cho phép đồng nội tệ tăng giá (phục hồi) và giảm bớt nợ nước ngoài. Do sự suy thoái của các nền kinh tế phương Tây, năm 2010, Brasil đã cố gắng ngăn chặn sự tăng giá của đồng real.
Dữ liệu từ Ngân hàng Phát triển Châu Á và Mạng lưới Tư pháp Thuế cho biết nền kinh tế "ngầm" không bị đánh thuế của Brasil có giá trị lên tới 39% GDP.
Một trong những vụ tham nhũng tai tiếng nhất đã xảy ra ở Brasil là vụ bê bối có liên quan đến công ty Odebrecht. Kể từ những năm 1980, Odebrecht đã chi hàng tỷ đô la dưới hình thức hối lộ để mua chuộc các nghị sĩ bỏ phiếu ủng hộ cho tập đoàn. Ở cấp độ đô thị, tham nhũng của Odebrecht nhằm "kích thích tư nhân hóa", đặc biệt là trong lĩnh vực quản lý nước và chất thải.

## Dữ liệu
Bảng sau đây cho thấy các chỉ tiêu kinh tế chính trong giai đoạn 1980–2018. Lạm phát dưới 5% có màu xanh lục.
| Năm  | GDP (tỷ USD PPP) | GDP bình quân đầu người (USD PPP) | Tốc độ tăng trưởng GDP (thực tế) | Tỷ lệ lạm phát (%) | Tỷ lệ thất nghiệp (%) | Nợ chính phủ (% GDP) |
| ---- | ---------------- | --------------------------------- | -------------------------------- | ------------------ | --------------------- | -------------------- |
| 1980 | 567,7            | 4.787                             | 9,2 %                            | 90,2 %             | n/a                   | n/a                  |
| 1981 | 593,4            | 4.895                             | −4,4 %                           | 101,7 %            | n/a                   | n/a                  |
| 1982 | 633,9            | 5.117                             | 0,6 %                            | 100,6 %            | n/a                   | n/a                  |
| 1983 | 636,5            | 5.029                             | −3,4 %                           | 135,0 %            | n/a                   | n/a                  |
| 1984 | 694,1            | 5.369                             | 5,3 %                            | 192,1 %            | n/a                   | n/a                  |
| 1985 | 772,9            | 5.856                             | 7,9 %                            | 226,0 %            | n/a                   | n/a                  |
| 1986 | 847,0            | 6.298                             | 7,5 %                            | 147,1 %            | n/a                   | n/a                  |
| 1987 | 900,9            | 6.563                             | 3,6 %                            | 228,3 %            | n/a                   | n/a                  |
| 1988 | 934,9            | 6.686                             | 0,3 %                            | 629,1 %            | n/a                   | n/a                  |
| 1989 | 1.002,4          | 7.044                             | 3,2 %                            | 1.430,7 %          | n/a                   | n/a                  |
| 1990 | 996,1            | 6.795                             | −4,2 %                           | 2.947,7 %          | n/a                   | n/a                  |
| 1991 | 1.039,9          | 6.975                             | 1,0 %                            | 432,8 %            | 10,1 %                | n/a                  |
| 1992 | 1.057,7          | 6.979                             | −0,6 %                           | 952,0 %            | 11,6 %                | n/a                  |
| 1993 | 1.136,0          | 7.377                             | 4,9 %                            | 1.927,4 %          | 11,0 %                | n/a                  |
| 1994 | 1.288,0          | 7.850                             | 5,8 %                            | 2.075,8 %          | 10,5 %                | n/a                  |
| 1995 | 1.306,6          | 8.224                             | 4,2 %                            | 66,0 %             | 9,9 %                 | n/a                  |
| 1996 | 1.359,9          | 8.304                             | 2,2 %                            | 15,8 %             | 11,2 %                | n/a                  |
| 1997 | 1.430,2          | 8.605                             | 3,4 %                            | 6,9 %              | 11,6 %                | n/a                  |
| 1998 | 1.450,6          | 8.604                             | 0,3 %                            | 3,2 %              | 14,7 %                | n/a                  |
| 1999 | 1.479,7          | 8.651                             | 0,5 %                            | 4,9 %              | 14,7 %                | n/a                  |
| 2000 | 1.579,8          | 9.108                             | 4,4 %                            | 7,0 %              | 13,9 %                | 65,6 %               |
| 2001 | 1.638,1          | 9.313                             | 1,4 %                            | 6,8 %              | 12,5 %                | 70,1 %               |
| 2002 | 1.714,0          | 9.614                             | 3,1 %                            | 8,5 %              | 13,0 %                | 78,9 %               |
| 2003 | 1.768,2          | 9.789                             | 1,1 %                            | 14,7 %             | 13,7 %                | 73,9 %               |
| 2004 | 1.921,5          | 10.505                            | 5,8 %                            | 6,6 %              | 12,9 %                | 70,2 %               |
| 2005 | 2.046,7          | 11.055                            | 3,2 %                            | 6,9 %              | 11,4 %                | 68,7 %               |
| 2006 | 2.193,0          | 11.707                            | 4,0 %                            | 4,2 %              | 11,5 %                | 65,9 %               |
| 2007 | 2.387,8          | 12.605                            | 6,1 %                            | 3,6 %              | 10,9 %                | 63,8 %               |
| 2008 | 2.558,7          | 13.360                            | 5,1 %                            | 5,7 %              | 9,4 %                 | 61,9 %               |
| 2009 | 2.574,8          | 13.304                            | −0,1 %                           | 4,9 %              | 9,7 %                 | 65,0 %               |
| 2010 | 2.802,8          | 14.338                            | 7,5 %                            | 5,0 %              | 8,5 %                 | 63,1 %               |
| 2011 | 2.974,8          | 15.070                            | 4,0 %                            | 6,6 %              | 7,8 %                 | 61,2 %               |
| 2012 | 3.088,1          | 15.499                            | 1,9 %                            | 5,4 %              | 7,4 %                 | 62,2 %               |
| 2013 | 3.133,9          | 15.669                            | 3,0 %                            | 6,2 %              | 7,2 %                 | 60,2 %               |
| 2014 | 3.187,1          | 15.800                            | 0,5 %                            | 6,3 %              | 6,8 %                 | 62,3 %               |
| 2015 | 3.014,7          | 14.816                            | −3,6 %                           | 9,0 %              | 8,3 %                 | 72,6 %               |
| 2016 | 2.939,1          | 14.326                            | −3,5 %                           | 8,7 %              | 11,3 %                | 78,4 %               |
| 2017 | 3.018,7          | 14.596                            | 1,3 %                            | 3,4 %              | 12,8 %                | 83,6 %               |
| 2018 | 3.146,3          | 15.091                            | 1,8 %                            | 3,7 %              | 12,2 %                | 85,6 %               |
| 2019 | 3.247,6          | 15.454                            | 1,4 %                            | 3,7 %              | 11,9 %                | 87,6 %               |
| 2020 | 3.153,6          | 14.916                            | −4,1 %                           | 3,2 %              | 13,2 %                | 98,9 %               |

## Các khu vực kinh tế
Dịch vụ là thành phần kinh tế chiếm tỷ trọng cao nhất của tổng sản phẩm quốc nội (GDP) với 67,0%, tiếp theo là khu vực công nghiệp với 27,5% và cuối cùng là nông nghiệp chiếm 5,5% GDP (2011). Lực lượng lao động Brasil ước tính vào khoảng 100,77 triệu người, trong đó 10% làm việc trong lĩnh vực nông nghiệp, 19% trong lĩnh vực công nghiệp và 71% trong lĩnh vực dịch vụ.

### Nông nghiệp

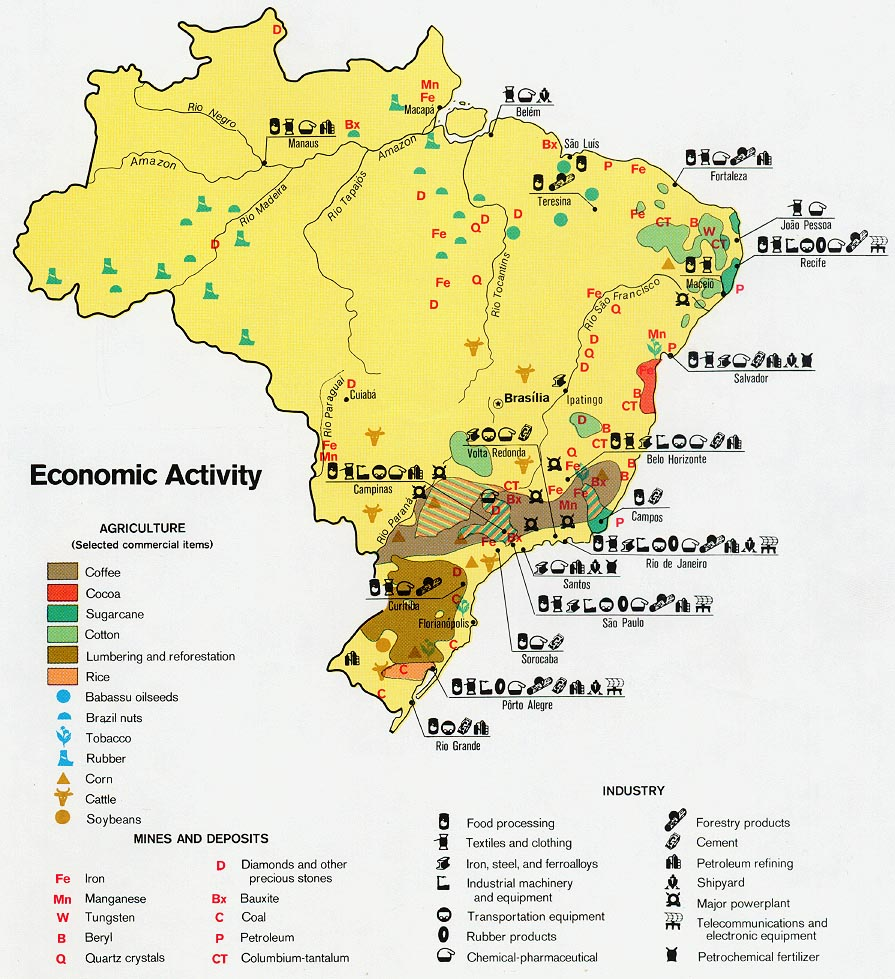
Hoạt động kinh tế ở Brasil (1977).

Brasil là nhà sản xuất mía, đậu tương, cà phê, cam, guarana, cọ acai và điều Brasil lớn nhất thế giới; quốc gia này là một trong 5 nhà sản xuất ngô, đu đủ, thuốc lá, dứa, chuối, bông, đậu, dừa, dưa hấu và chanh hàng đầu thế giới; một trong 10 nhà sản xuất ca cao, điều, bơ, quýt, hồng, xoài, ổi, lúa, cao lương và cà chua hàng đầu thế giới và là một trong 15 nhà sản xuất nho, táo, dưa, đậu phộng, sung, đào, hành, dầu cọ và cao su tự nhiên hàng đầu thế giới.
Ngành kinh doanh nông nghiệp đã đóng góp vào cán cân thương mại của Brasil, bất chấp các rào cản thương mại và các chính sách trợ cấp được các nước phát triển áp dụng.
Trong khoảng thời gian năm mươi lăm năm (1950 đến 2005), dân số Brasil đã tăng từ 51 triệu lên thành xấp xỉ 187 triệu người tương đương với tốc độ gia tăng hơn 2 phần trăm mỗi năm. Brasil đã xây dựng và mở rộng một khu vực kinh doanh nông nghiệp phức hợp. Tuy nhiên, một vài trong số này đã phải trả giá bằng những thiệt hại về môi trường, bao gồm cả sông Amazon.
Tầm quan trọng đối với các nhà sản xuất ở khu vực nông thôn diễn ra theo hình thức của kế hoạch nông nghiệp và chăn nuôi gia súc, cụ thể thông qua một chương trình trợ cấp  khác hướng tới nền kinh tế nông nghiệp gia đình (Programa de Fortalecimento da Nongura Familiar (Pronaf)) với mục đích đảm bảo nguồn tài chính đầu tư vào các thiết bị hỗ trợ trồng trọt và khuyến khích sử dụng công nghệ mới. Về nông nghiệp gia đình, hơn 800 nghìn cư dân nông thôn đã được hỗ trợ bởi các chương trình tín dụng, nghiên cứu và khuyến nông với một hạn mức tín dụng đặc biệt dành cho phụ nữ và nông dân trẻ.
Mặt khác, nhờ có Chương trình Cải cách Ruộng đất với mục tiêu là cung cấp các điều kiện và việc làm phù hợp cho hơn một triệu gia đình sống trong các khu vực do Nhà nước giao, đây là một sáng kiến có khả năng tạo ra hai triệu việc làm. Nhờ có quan hệ đối tác giữa khu vực công với các đối tác quốc tế, chính phủ đang nỗ lực hướng tới việc đảm bảo cơ sở hạ tầng cho các khu dân cư, điều đã được làm với các trường học và cơ sở y tế. Ý tưởng của chính sách này chính là việc ưu tiên nâng cao quyền tiếp cận đất đai của khu vực tư sẽ là bước đầu tiên hướng tới việc thực hiện một chương trình cải cách ruộng đất có chất lượng.
Hơn 600.000 km2 đất đai được chia thành khoảng năm nghìn khu vực tài sản ở nông thôn; một khu vực nông nghiệp hiện có ba biên giới: vùng Trung Tây (savanna), vùng Bắc (khu vực chuyển tiếp) và một phần của vùng Đông Bắc (bán khô hạn). Đứng đầu trong số các loại cây ngũ cốc (tổng sản lượng 110 triệu tấn / năm) là đậu tương với sản lượng hơn 50 triệu tấn / năm.
Trong lĩnh vực chăn nuôi gia súc, loài "bò xanh" được nuôi trên các đồng cỏ, với chế độ ăn cỏ khô và muối khoáng, đã chinh phục được các thị trường ở châu Á, châu Âu và châu Mỹ, đặc biệt là sau thời kỳ quốc gia này hoảng loạn trước mầm "bệnh bò điên". Brasil sở hữu đàn gia súc lớn nhất thế giới với 198 triệu con, với giá trị xuất khẩu lên tới hơn 1 tỷ đô la Mỹ / năm.
Là quốc gia tiên phong và dẫn đầu trong việc sản xuất xenlulose từ gỗ sợi ngắn, Brasil cũng đã đạt được những kết quả khả quan trong lĩnh vực đóng gói khi nước này là nhà sản xuất lớn thứ năm thế giới. Ở thị trường nước ngoài, Brasil chiếm tới 25% lượng xuất khẩu mía thô và đường tinh luyện trên toàn cầu; nước này đứng đầu thế giới về xuất khẩu đậu tương và đóng góp tới 80% sản lượng nước cam cho thế giới, kể từ năm 2003, doanh số bán thịt bò và thịt gà của Brasil là cao nhất thế giới.
Trong lĩnh vực sản xuất protein động vật, Brasil ngày nay là một trong những quốc gia lớn nhất trên thế giới. Năm 2019, quốc gia này là nước xuất khẩu thịt gà lớn nhất thế giới, nhà sản xuất thịt bò lớn thứ hai, nhà sản xuất sữa lớn thứ ba thế giới, nhà sản xuất thịt lợn lớn thứ tư thế giới và nhà sản xuất trứng lớn thứ bảy trên thế giới.

### Khai khoáng
Trong lĩnh vực khai khoáng, Brasil nổi bật trong việc khai thác quặng sắt (nước này đứng thứ hai thế giới về xuất khẩu), đồng, vàng, bôxít (một trong 5 nhà sản xuất lớn nhất thế giới), mangan (một trong 5 nhà sản xuất lớn nhất ở thế giới), thiếc (một trong những nhà sản xuất lớn nhất thế giới), niobi (lãnh thổ Brasil là nơi tập trung đến 98% trữ lượng niobi biết đến trên toàn thế giới) và niken. Về đá quý, Brasil là nhà sản xuất thạch anh tím, hoàng ngọc, đá mã não lớn nhất thế giới và là một trong những nhà sản xuất tourmaline, ngọc lục bảo, ngọc xanh biển, đá thạch lựu và opan quan trọng.
Năm 2019, số liệu ngành công nghiệp khai khoáng của Brasil như sau: nước này là nhà sản xuất niobi lớn nhất thế giới (88,9 nghìn tấn); nhà sản xuất tantal lớn thứ 2 thế giới (430 tấn); nước sản xuất quặng sắt lớn thứ 2 thế giới (405 triệu tấn); nhà sản xuất mangan lớn thứ 4 thế giới (1,74 triệu tấn); nhà sản xuất bôxít lớn thứ 4 thế giới (34 triệu tấn); nhà sản xuất vanadi lớn thứ 4 thế giới (5,94 nghìn tấn); nhà sản xuất lithi lớn thứ 5 thế giới (2,4 nghìn tấn); nhà sản xuất thiếc lớn thứ 6 thế giới (14 nghìn tấn); nhà sản xuất niken lớn thứ 8 thế giới (60,6 nghìn tấn); nhà sản xuất phốt phát lớn thứ 8 thế giới (4,7 triệu tấn); nhà sản xuất vàng lớn thứ 12 thế giới (90 tấn); nhà sản xuất đồng lớn thứ 14 thế giới (360 nghìn tấn); nhà sản xuất titan lớn thứ 14 thế giới (25 nghìn tấn); nhà sản xuất thạch cao lớn thứ 13 thế giới (3 triệu tấn); nhà sản xuất lớn thứ 3 thế giới về than chì (96 nghìn tấn); nhà sản xuất lưu huỳnh lớn thứ 21 thế giới (500 nghìn tấn); nhà sản xuất muối lớn thứ 9 thế giới (7,4 triệu tấn); bên cạnh đó nước này còn có sản lượng crom là 200 nghìn tấn.

### Công nghiệp
Brasil là quốc gia lớn thứ hai ở châu Mỹ về lĩnh vực sản xuất. Chiếm 28,5% GDP, các ngành công nghiệp của Brasil được cho là được phát triển đa dạng từ ô tô, thép và hóa dầu đến máy tính, máy bay và hàng tiêu dùng. Nhờ có sự ổn định kinh tế đang gia tăng được đem lại bởi các biện pháp Plano Real, các doanh nghiệp và tập đoàn đa quốc gia của Brasil đã đầu tư mạnh vào thiết bị và công nghệ mới, một phần lớn trong số đó được mua từ các công ty Mỹ.
Ngân hàng Thế giới liệt kê các quốc gia sản xuất lớn hàng năm dựa trên tổng giá trị sản xuất. Theo danh sách năm 2019, Brasil có ngành công nghiệp giá trị thứ 13 trên thế giới (173,6 tỷ USD). Ở châu Mỹ, quốc gia này chỉ đứng sau Hoa Kỳ (vị trí thứ 2) và Mexico (vị trí thứ 12). Trong ngành công nghiệp thực phẩm, năm 2019, Brasil là nước xuất khẩu thực phẩm chế biến lớn thứ hai trên thế giới. Năm 2016, quốc gia này là nhà sản xuất bột giấy lớn thứ 2 trên thế giới và nhà sản xuất giấy lớn thứ 8. Đối với ngành công nghiệp sản xuất giày dép, năm 2019, Brasil đứng ở vị trí thứ 4 trong số các nhà sản xuất trên thế giới. Năm 2019, quốc gia này là nhà sản xuất phương tiện giao thông thứ 8 và nhà sản xuất thép thứ 9 trên thế giới. Năm 2018, ngành công nghiệp hóa chất của Brasil đứng thứ 8 trên thế giới. Trong ngành dệt may, Brasil mặc dù nằm trong top 5 nước sản xuất lớn nhất thế giới vào năm 2013 nhưng lại có sự hội nhập thương mại thế giới không cao. TĐối với lĩnh vực hàng không, Brasil có công ty Embraer là nhà sản xuất máy bay lớn thứ ba thế giới chỉ sau Boeing và Airbus.
Ngành dịch vụ của Brasil cũng vô cùng đa dạng và phức tạp. Đầu những năm 1990, lĩnh vực ngân hàng của nước này đã chiếp tới 16% tổng GDP. Mặc dù đã trải qua một cuộc đại tu, ngành dịch vụ tài chính của Brasil vẫn cung cấp cho các doanh nghiệp trong nước nhiều sản phẩm đa dạng đồng thời cũng thu hút thêm những tân binh mà trong số đó có cả các công ty của Hoa Kỳ. Vào ngày 8 tháng 5 năm 2008, sàn chứng khoán Sao Paulo (Bovespa) cùng với Brazilian Mercantile đặt tại Sao Paulo và Sàn giao dịch tương lai (BM&F) đã hợp nhất để thành lập lên BM&F Bovespa, đây là một trong những sàn giao dịch chứng khoán lớn nhất trên thế giới. Tương tự như ngành dịch vụ tái chính, ngành tái bảo hiểm vốn là ngành độc quyền trước đây cũng đang mở cửa để các công ty thuộc bên thứ ba có thể tiếp cận.
Tính đến ngày 31 tháng 12 năm 2007, ước tính có tổng cộng khoảng 21.304.000 đường truyền băng thông rộng trên khắp Brasil. Hơn 75% số đường truyền này được tải qua DSL và khoảng 10% là qua các modem cáp.
Nguồn tài nguyên khoáng sản đã được thăm dò ở Brasil là vô cùng lớn. Trữ lượng sắt và mangan lớn chính là nguồn nguyên liệu công nghiệp và mặt hàng xuất khẩu quan trọng. Các quặng nikel, thiếc, cromit, uranium, bô xít, berili, đồng, chì, vonfram, kẽm, vàng và các loại khoáng sản khác đều đang được khai thác tại đây. Nguồn cung cấp than luyện cốc chất lượng cao để phục vụ ngành sản xuất thép đang thiếu hụt trầm trọng.

### Du lịch
Trên bảng xếp hạng về danh sách các điểm đến du lịch được ghé thăm nhiều nhất thế giới vào năm 2018, Brasil xếp ở vị trí thứ 48 khi thu hút khoảng 6,6 triệu lượt khách tương đương với doanh thu 5,9 tỷ USD mỗi năm. Nhìn chung ngành du lịch của các quốc gia thuộc khu vực Nam Mỹ vẫn còn kém phát triển: Cụ thể, khi đem so sánh với các quốc gia châu Âu, Tây Ban Nha có doanh thu lên tới 73,7 tỷ USD và thu hút khoảng 82,7 triệu lượt khách mỗi năm; Pháp có doanh thu đạt 67,3 tỷ USD và thu hút khoảng 89,4 triệu lượt khách mỗi năm. Trong khi châu Âu đã thu hút tổng cộng 710 triệu lượt khách, châu Á là 347 triệu và Bắc Mỹ là 142,2 triệu thì Nam Mỹ chỉ đạt được con số khiêm tốn khi so sánh với các khu vực này là 37 triệu, Trung Mỹ là 10,8 triệu và Vùng Caribe là 25,7 triệu.

### Các công ty lớn nhất
Năm 2017, có 20 công ty của Brasil xuất hiện trong danh sách Forbes Global 2000 - đây là danh sách xếp hạng 2000 công ty đại chúng lớn nhất thế giới theo đánh giá của tạp chí Forbes dựa trên doanh thu, tài sản, lợi nhuận và giá trị thị trường. 20 công ty này gồm có:
| World Rank | Công ty             | Lĩnh vực hoạt động    | Doanh thu (tỷ USD) | Lợi nhuận (tỷ USD) | Tài sản (tỷ USD) | Giá trị thị trường (tỷ USD) | Trụ sở             |
| ---------- | ------------------- | --------------------- | ------------------ | ------------------ | ---------------- | --------------------------- | ------------------ |
| 38         | Banco Itaú Unibanco | Ngân hàng             | 61,3               | 6,7                | 419,9            | 79,2                        | São Paulo          |
| 62         | Banco Bradesco      | Ngân hàng             | 70,2               | 4,3                | 362,4            | 53,5                        | Osasco, SP         |
| 132        | Banco do Brasil     | Ngân hàng             | 57,3               | 2,3                | 430,6            | 29                          | Brasília           |
| 156        | Vale S.A.           | Khai thác             | 27,1               | 3,8                | 99,1             | 45,4                        | Rio de Janeiro     |
| 399        | Petrobras           | Dầu khí               | 81,1               | - 4,3              | 247,3            | 61,3                        | Rio de Janeiro     |
| 610        | Eletrobras          | Tiện ích              | 17,4               | 0,983              | 52,4             | 7,2                         | Rio de Janeiro     |
| 791        | Itaúsa              | Đa ngành              | 1,3                | 2,4                | 18,1             | 23                          | São Paulo          |
| 895        | JBS                 | Chế biến thực phẩm    | 48,9               | 0,108              | 31,6             | 8,2                         | São Paulo          |
| 981        | Ultrapar            | Đa ngành              | 22,2               | 0,448              | 7,4              | 12,5                        | São Paulo          |
| 1103       | Cielo               | Dịch vụ tài chính     | 3,5                | 1,1                | 9,4              | 20,9                        | Barueri, SP        |
| 1233       | Braskem             | Hóa chất              | 13,8               | - 0,136            | 15,9             | 7,9                         | São Paulo          |
| 1325       | BRF                 | Chế biến thực phẩm    | 9,7                | - 0,107            | 13,8             | 9,3                         | Itajaí, SC         |
| 1436       | Sabesp              | Quản lý chất thải     | 4                  | 0,846              | 11,6             | 7,4                         | São Paulo          |
| 1503       | Oi                  | Viễn thông            | 7,5                | - 2                | 25,2             | 0,952                       | Rio de Janeiro     |
| 1515       | Gerdau              | Sắt thép              | 10,8               | - 0,395            | 16,8             | 1,4                         | Porto Alegre, RS   |
| 1545       | CBD                 | Bán lẻ                | 12                 | 0,139              | 13,9             | 5,9                         | São Paulo          |
| 1572       | CCR                 | Vận tải               | 2,9                | 0,429              | 7,5              | 11,5                        | São Paulo          |
| 1597       | Bovespa             | Giao dịch chứng khoán | 0,666              | 0,415              | 9,7              | 12,8                        | São Paulo          |
| 1735       | CPFL Energia        | Điện                  | 5,4                | 0,258              | 13               | 8,4                         | Campinas, SP       |
| 1895       | Kroton Educacional  | Giáo dục bậc cao      | 1,5                | 0,535              | 5,4              | 7,1                         | Belo Horizonte, MG |

### Năng lượng
Chính phủ Brasil đã thực hiện một chương trình đầy tham vọng để giảm bới sự phụ thuộc vào nguồn dầu mỏ nhập khẩu. Trước đây Brasil phải nhập khẩu tới 70% nhu cầu dầu trong nước nhưng nước này đã tự cung được nguồn tài nguyên này vào năm 2006-07. Brasil là nhà sản xuất dầu lớn thứ 10 thế giới với sản lượng đạt 2,8 triệu thùng một ngày vào năm 2019. Hoạt động sản xuất phần lớn để đáp ứng nhu cầu trong nước. Đầu năm 2020, tổng sản lượng dầu và khí thiên nhiên của Brasil lần đầu tiên đạt mức tương đương 4 triệu thùng dầu một ngày. Trong tháng 1 cùng năm, 3,168 triệu thùng dầu và 138,753 triệu mét khối khí thiên nhiên đã được khai thác mỗi ngày.
Brasil là một trong những nước sản xuất năng lượng thủy điện lớn của thế giới. Năm 2019, nước này có tổng cộng 217 nhà máy thủy điện đang hoạt động với tổng công suất lắp đặt đạt 98.581 MW tương đương với 60,16% sản lượng năng lượng của cả nước. Về tổng sản lượng điện, năm 2019 Brasil đã đạt công suất lắp đặt là 170.000 megawatt với hơn 75% trong số này là đến từ các nguồn năng lượng tái tạo (chủ yếu là thủy năng).
Năm 2013, Vùng Đông Nam tiêu thụ tới 50% lượng tải điện của Hệ thống Tích hợp Quốc Gia (SIN) và trở thành vùng tiêu thụ điện năng lớn của cả nước. Tổng công suất phát điện ở khu vực này đạt tới 42.500 MW chiếm khoảng một phần ba công suất phát điện của Brasil. Trong đó thủy năng chiếm 58% công suất lắp đặt của toàn vùng, 42% còn lại là từ nhiệt năng. Bang São Paulo chiếm tới 40% công suất toàn vùng; Minas Gerais là 25%; Rio de Janeiro là 13,3% và còn lại là Espírito Santo. Vùng phía Namcó Đập Itaipu từng là nhà máy thủy điện lớn nhất thế giới cho đến khi Đập Tam Hiệp ở Trung Quốc được khánh thành. Ngày nay Đập Itaipu vẫn là nhà máy thủy điện lớn thứ hai thế giới. Brasil là nước đồng sở hữu Nhà máy Itaipu cùng với Paraguay: Con đập được đặt trên Sông Paraná nằm giữa biên giới 2 quốc gia. Nhà máy này có công suất phát điện lắp đặt là 14 GW với 20 tổ máy phát điện có công suất 700 MW mỗi tổ. Vùng phía Bắc thì có những nhà máy lớn như Đập Belo Monte và Đập Tucuruí nơi sản xuất ra nguồn năng lượng dồi dào cho quốc gia. Tiềm năng thủy điện của Brasil vẫn chưa được khai thác hết vì vậy mà nước này vẫn có khả năng xây dựng thêm một số nhà máy năng lượng tái tạo trên lãnh thổ của mình.
Tính đến tháng hai năm 2021, theo ONS thì tổng công suất năng lượng gió lắp đặt của Brasil là 19,1 GW với hệ số công suất trung bình là 58%. Trong khi hệ số công suất năng lượng gió trung bình của thế giới là 24,7% thì ở một số nơi thuộc Vùng phía Bắc Brasil, đặt biệt là bang Bahia nơi mà một số trang trại gió ghi nhận hệ số trung bình lên tới hơn 60%; hệ số công suất trung bình của Vùng Đông Bắclà 45% ở khu vực ven biển và 49% trong nội địa. Năm 2019, năng lượng gió chiếm 9% tổng năng lượng sản xuất quốc gia. Năm 2019, Brasil được ước tính là có tiềm năng điện gió vào khoảng 522 GW (chỉ tính ở khu vực đất liền), con số này đủ để đáp ứng được gấp 3 lần nhu cầu quốc gia vào thời điểm hiện tại. Năm 2020, Brasil là quốc gia lớn thứ 8 trên thế giới về lượng điện gió được lắp đặt (17,2 GW).
Năng lượng hạt nhân chiếm khoảng 4% sản lượng điện của Brasil. Nhà máy hạt nhận của nước này được độc quyền sở hữu bởi Eletronuclear (Eletrobrás Eletronuclear S/A), một công ty được sở hữu hoàn toàn bởi Eletrobrás. Năng lượng hạt nhân được sản xuất bởi 2 lò phản ứng ở Angra thuộc Trung tâm Hạt Nhân Almirante Álvaro Alberto (CNAAA) nằm tại Praia de Itaorna ở Angra dos Reis, Rio de Janeiro.